# Trinità d'Agultu e Vignola
Trinità d'Agultu e Vignola (sardisk: La Trinitàie Vignòla) er en by og en kommune (comune) i provinsen Sassari i regionen Sardinien i Italien. Byen ligger i 365 meters højde og har 2.245 indbyggere (2016). Kommunen har et areal på 134 km² og grænser til kommunerne Aggius, Aglientu, Badesi og Viddalba.